# Phrygionis aemonia
Phrygionis aemonia là một loài bướm đêm trong họ Geometridae.